# 东庵站
东庵站是深圳有轨电车下围支线的中间站，位于深圳市龍華區观湖街道环观南路与格澜路的交叉路口
，於2017年10月28日随深圳有轨电车第一期线路开通而啟用。

## 车站结构

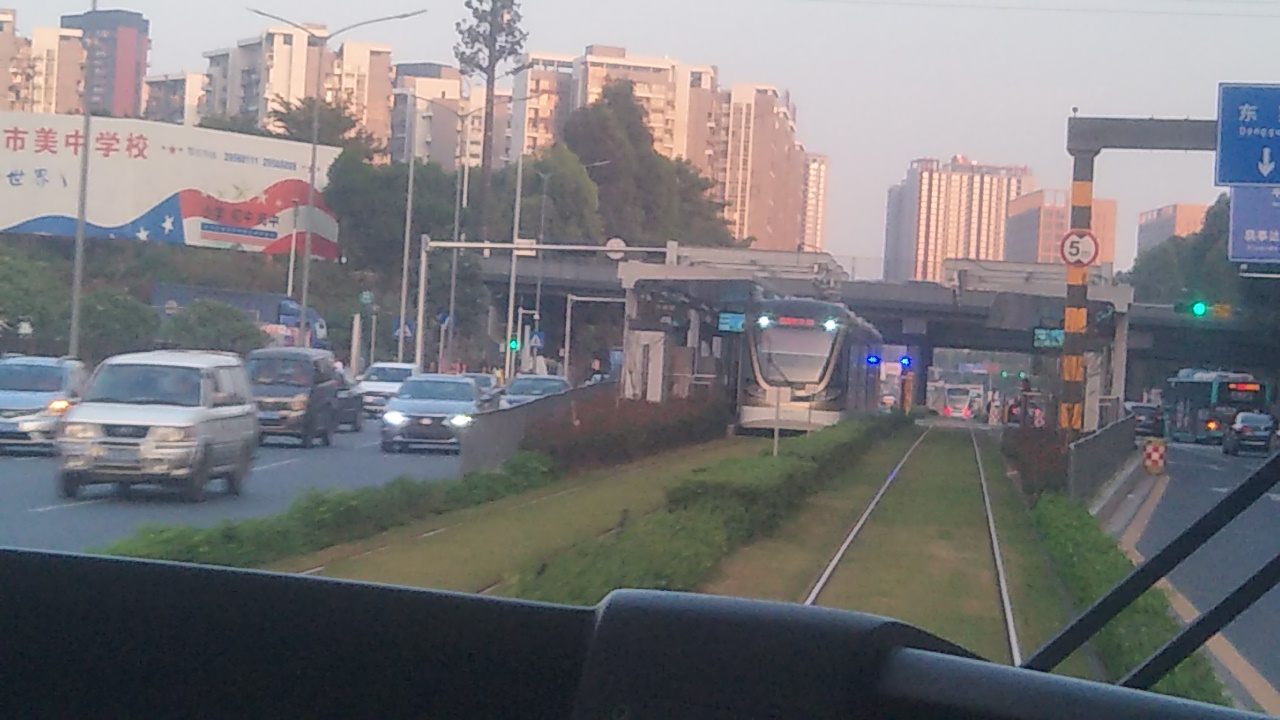
车站布局

本车站有两个相对式侧式月台，两月台位于环观南路上，其中下围方向列车会使用南侧的月台，而清湖方向会使用北侧侧的月台。月台旁设有超级电容变压设备，月台与马路人行道无天桥连接，乘客需通过行人过路线来往月台及人行道。

## 车站周边
- 深圳美中学校
- 凯美居家居广场

## 歷史
- 2017年10月28日，隨深圳有軌電車開通而啟用。深圳有軌電車的2號綫（清湖至下围）、3號綫（下圍至新瀾）经过本站[3]。
- 2017年12月28日，取消客流量较少的下围至新澜的运行交路(现场标识为3号线)。并加密2号线的发车间隔至12分钟一班。[4]
- 2018年3月28日，全線提速，班次提升為10分鐘一班[5]。
- 2018年6月28日起，全线第三次压缩行车间隔，行车间隔由之前的10分钟压缩至8分钟。[6]